# کتابخانه واتیکان
کتابخانهٔ رسالتی واتیکان کتابخانه‌ای در کاخ واتیکان است. بنیان‌گذاری این کتابخانه در سال ۱۴۵۱ میلادی بوده است و به پاپ نیکولاس پنجم نسبت داده‌می‌شود. این کتابخانه حاوی کتاب‌ها، نقاشی‌ها، نامه‌ها و نسخه‌های خطی بسیاری است
کتابخانه حواری واتیکان در داخل کاخ واتیکان قرار دارد و از طریق حیاط Belvedere وارد می شود. پاپ نیکلاس پنجم (1447-1455) به دلیل تأسیس این کتابخانه اعتبار دارد، اما اولین کتابدار کاردینال توسط پاپ پل سوم یک قرن بعد، در سال 1548 منصوب شد. این کتابخانه با کمک های مالی مهم، وصیت ها و تملک های تحت فرمان پاپی لئو سیزدهم و پیوس یازدهم غنی شده است. این مدرسه همچنین دانشکده علوم کتابداری واتیکان را اداره می کند. (نزدیک به ۸۰۰۰۰) و در سال ۲۰۱۴ نزدیک به ۴۰۰۰ نسخهٔ خطی باستانی را به صورت آزاد در سایت خود قرار داد.